# Halahanivka, Snihurivka
Halahanivka (în ucraineană Галаганівка) este un sat în comuna Novovasîlivka din raionul Snihurivka, regiunea Mîkolaiiv, Ucraina.

## Demografie
Componența lingvistică a localității Halahanivka
     Ucraineană (96,43%)
     Rusă (3,39%)
Conform recensământului din 2001, majoritatea populației localității Halahanivka era vorbitoare de ucraineană (96,43%), existând în minoritate și vorbitori de rusă (3,39%).